# Melodifestivalen 1972

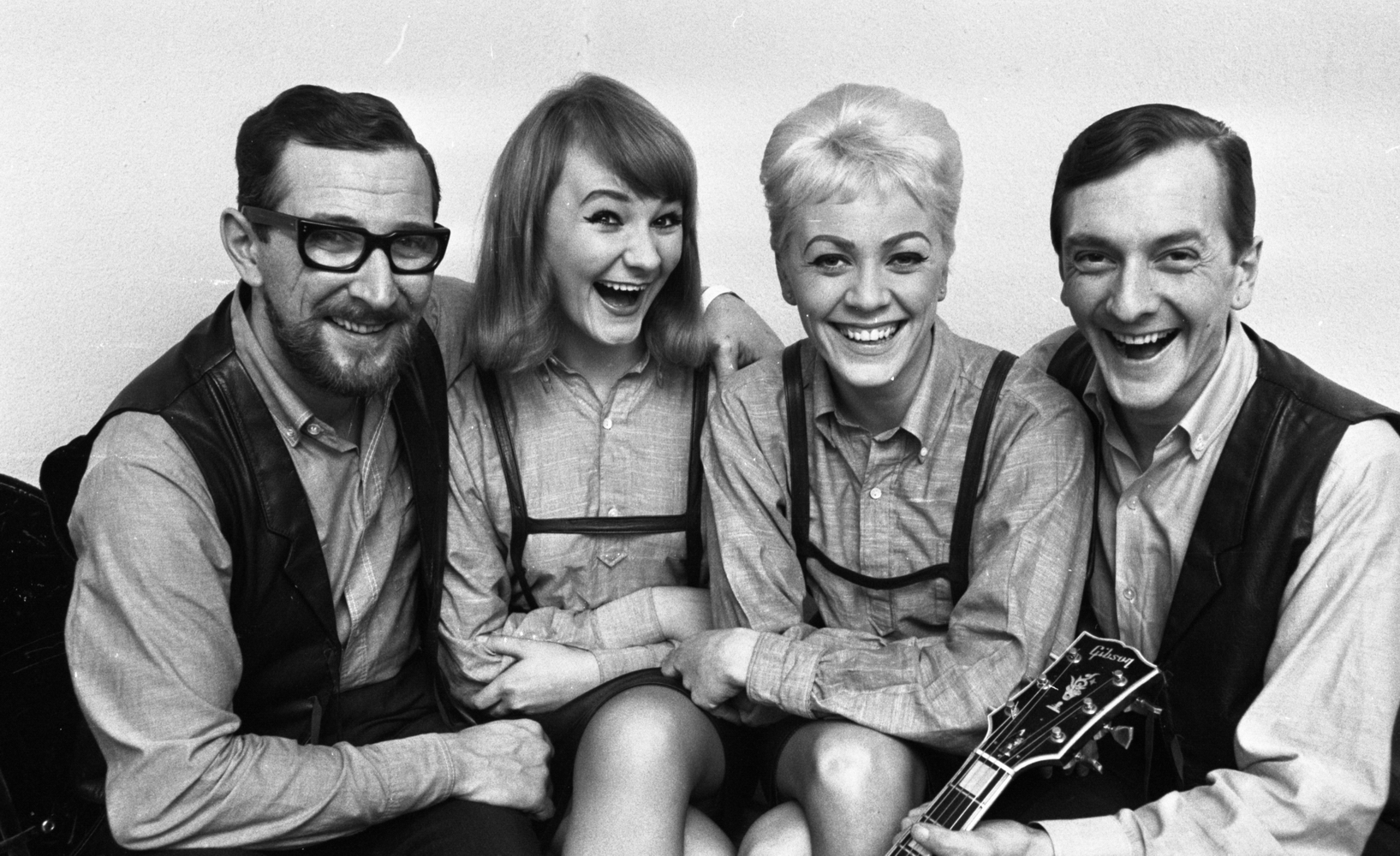
Family Four vann Melodifestivalen 1972. Detta var andra gången på rad som Family Four vann Melodifestivalen och fick därav representera Sverige i Eurovision Song Contest för andra gången.

Melodifestivalen 1972 var den 13:e upplagan av musiktävlingen Melodifestivalen och samtidigt Sveriges uttagning till Eurovision Song Contest 1972.
Finalen hölls på Cirkus i Stockholm den 12 februari 1972, där melodin "Härliga sommardag", framförd av Family Four, vann genom att ha fått högst totalpoäng av jurygrupperna. Efter ett år var finalen tillbaka på Cirkus igen och dessutom blev programmet ett eget program igen, efter att ha varit en del av Hylands Hörna året innan. De semifinaler som användes året innan slopades till det här året och systemet med semifinaler skulle inte komma att användas igen förrän trettio år senare. Således återgick programmet till att 1960-talets modell med tio bidrag där artisterna bestämdes på förhand. En stor regeländring gjordes då man tillät utländska medborgare att skicka in bidrag till tävlingen.
Härliga sommardag fick sedan representera Sverige i ESC 1972 som hölls i Edinburgh i Storbritannien den 25 mars 1972.

## Tävlingsupplägg[2]
Sveriges Radio-TV beslutade från början att systemet med semifinaler skulle slopas och att det bara skulle vara en expertpanel som skulle avgöra resultatet (med andra ord utan tittarnas hjälp). Anledningen till den förändringen var att det var det systemet som då användes i Eurovisionen och att man därför ville anpassa sig till det. 
På förhand bjöds tio artister in, däribland Cornelis Vreeswijk, som då var nederländsk medborgare men som ändå fick vara med i festivalen. På grund av hans medverkan gjordes en regeländring om bidragsinskickningen, från att bara svenska medborgare fick skicka bidrag till att även utländska medborgare fick skicka in bidrag. Detta för att Vreeswijk inte varit nöjd med de låtar som skickats till honom och att han därför ville skriva ett bidrag själv. Det kan dock tilläggas att regeln kom till bara några dagar innan bidragsdeadline ägde rum. När de tio artisterna blivit offentliggjorda fick då vem som helst skicka in bidrag till dessa artister. 
Totalt inkom det ca 1 000 bidrag till tävlingen, varav 184 gick till Family Four. Efter att bidragen skickats in fick artisterna (för första gången någonsin) välja ut vilken låt de ville framföra i tävlingen, och dessutom välja vilken kör de ville ha på scenen. För enkelhetens skull hade dock Sveriges Radio-TV en så kallad huskör under namnet Dolls och bestod av Kerstin Bagge, Kerstin Dahl, Annica Risberg. Utöver det återinfördes regeln från 1969 års festival som innebar att de tävlande artisterna fick själva välja vilken dirigent de ville ha på scenen.

### Återkommande artister
| Artist            | Tidigare år (med placering) (Melodifestivalen)                                  | Tidigare år (med placering) (ESC) |
| ----------------- | ------------------------------------------------------------------------------- | --------------------------------- |
| Family Four       | 1971 (1:a-5:a)1                                                                 | 1971 (6:a)                        |
| Monica Zetterlund | 1962 (2:a), 1963 (1:a)                                                          | 1963 (13:e)2                      |
| Sylvia Vrethammar | 1971 (-)                                                                        | –                                 |
| Östen Warnerbring | 1959 (4:a, 5:a), 1960 (1:a,3 2:a), 1962 (4:a, 6:a), 1967 (1:a, 2:a), 1968 (5:a) | 1967 (8:a)                        |

1 Family Four framförde samtliga fem finalbidrag 1971.

2 Monica Zetterlund delade sistaplatsen med tre andra länder i ESC 1963.

3 Östen Warnerbring fick inte representera Sverige 1960 då Sveriges Radio-TV skickade Siw Malmkvist istället.

### Övrigt
- Som kuriosa kan nämnas att Putte Kock ingick i kören bakom Östen Warnerbring och Claes af Geijerstam ingick i kören bakom Björn Skifs. Även en tondöv pensionär vid namn Ester Lindkvist körade bakom Warnerbring.
- För första gången tävlade två singer-songwriters i Melodifestivalen, då Cornelis Vreeswijk framförde egenskrivna "Önskar du mig, så önskar jag dig" samt Tomas Ledin som framförde sin egenskrivna låt "Då ska jag spela".
- Family Four deltog för andra året i rad och i och med sin seger det här året blev de den första grupp som vunnit festivalen två år i rad. Detta är något de fortfarande är ensamma om.

## Finalkvällen
Finalen av festivalen 1972 sändes den 12 februari 1972 från Cirkus i Stockholm. Programledare var Gunilla Marcus, men det här året fanns det ingen fast kapellmästare utan likt 1969 års final fick alla tävlande artister bestämma själva vilken dirigent de ville använda sig av. 
Likt föregående års final avgjordes det hela med endast juryröster, och då i form av en expertjury på elva medlemmar som bestod av musiker, artister och journalister. Samma expertjurysystem hade använts redan året innan, dock då med endast fem personer. Varje jurymedlem gav fem poäng till sin favoritlåt, tre poäng till sin tvåa och ett poäng till sin trea. Övriga låtar gavs noll poäng. 

### Startlista
| Nr | Artist             | Låt                              | Upphovsmän (Text & musik)                                     | Dirigent           |
| -- | ------------------ | -------------------------------- | ------------------------------------------------------------- | ------------------ |
| 1  | Östen Warnerbring  | Sån e' du sån e' jag             | Peter Himmelstrand (tm)                                       | Mats Olsson        |
| 2  | Sylvia Vrethammar  | Din egen melodi                  | Peter Himmelstrand (tm)                                       | Rune Öfwerman      |
| 3  | Cornelis Vreeswijk | Önskar du mig, så önskar jag dig | Cornelis Vreeswijk (tm)                                       | Lars Bagge         |
| 4  | Family Four        | Härliga sommardag                | Håkan Elmquist (tm)                                           | Mats Olsson        |
| 5  | Kisa Magnusson     | Kär och sisådär                  | Peter Himmelstrand (tm)                                       | Lars Samuelson     |
| 6  | Lena Andersson     | Säg det med en sång              | Stikkan Anderson (t), Benny Andersson (m), Björn Ulvaeus (m)  | Arthur Greenslade  |
| 7  | Björn Skifs        | Andra kan väl också se           | Claes Dieden (tm), Anders Henriksson (tm), Bo Carlgren (tm)   | Sven-Olof Walldoff |
| 8  | Kjerstin Dellert   | Kärlek behöver inga ord          | Patrice Hellberg (t), Marcus Österdahl (m), Curt Peterson (m) | Marcus Österdahl   |
| 9  | Tomas Ledin        | Då ska jag spela                 | Tomas Ledin (tm)                                              | Lars Samuelson     |
| 10 | Monica Zetterlund  | Krama mig och dansa              | Lars Nordlander (t), Tommy Körberg (m)                        | Monica Dominique   |

### Poäng och placeringar
| Nr | Låt                              | CB | MK | LL | STN | JS | MH | KA-R | BM | A-BJ | TR | SON | Summa | Plac. |
| -- | -------------------------------- | -- | -- | -- | --- | -- | -- | ---- | -- | ---- | -- | --- | ----- | ----- |
| 1  | Sån e' du sån e' jag             | 3  | 1  | 5  | 5   | -  | -  | 3    | -  | -    | -  | -   | 17    | 2     |
| 2  | Din egen melodi                  | -  | -  | 1  | -   | -  | -  | -    | -  | -    | -  | -   | 1     | 10    |
| 3  | Önskar du mig, så önskar jag dig | -  | -  | -  | 3   | -  | -  | -    | 5  | -    | -  | -   | 8     | 6     |
| 4  | Härliga sommardag                | 5  | 5  | 3  | -   | 5  | 5  | -    | -  | 1    | -  | -   | 24    | 1     |
| 5  | Kär och sisådär                  | -  | 3  | -  | -   | -  | 3  | -    | -  | -    | -  | 3   | 9     | 5     |
| 6  | Säg det med en sång              | 1  | -  | -  | 1   | 3  | -  | -    | 3  | 3    | -  | 1   | 12    | 3     |
| 7  | Andra kan väl också se           | -  | -  | -  | -   | -  | -  | 1    | -  | -    | 3  | -   | 4     | 9     |
| 8  | Kärlek behöver inga ord          | -  | -  | -  | -   | -  | -  | -    | -  | 5    | -  | 5   | 10    | 4     |
| 9  | Då ska jag spela                 | -  | -  | -  | -   | -  | -  | 5    | -  | -    | 1  | -   | 6     | 8     |
| 10 | Krama mig och dansa              | -  | -  | -  | -   | 1  | 1  | -    | 1  | -    | 5  | -   | 8     | 6     |

### Expertjuryn
Juryn bestod av elva personer (i den ordning de avlämnade rösterna i):

Fem var representanter från press och TV, fyra musiker och två "helt vanliga människor".
1. Christer Borg (CB)
2. Marianne Kock (MK)
3. Lars Lystedt (LL)
4. Sten Nilsson (STN)
5. Johan Segerstedt (JS)
6. Merit Hemmingson (MH)
7. Kersti Adams-Ray (KA-R)
8. Bengt Melin (BM)
9. Ann-Britt Jörnbratt (A-BJ), expedit i Waidele musikhandel i Göteborg
10. Tommy Rander (TR)
11. Solveig Nordgren (SON), musikpedagog i Luleå

## Eurovision Song Contest
Monaco hade förvisso vunnit året innan, men hade till skillnad mot Luxemburg inte resurser att arrangera det här året, varför Storbritannien fick förfrågan. Därmed blev det den andra gången i ESC-historien som ett annat land fick arrangera året därpå. Sverige hade fått en förfrågan, men tackade nej. Tävlingen förlades till Edinburgh och Usher Hall den 25 mars 1972. Inga nya länder gjorde någon debut men inga länder drog sig heller tillbaka varför det återigen blev arton tävlande länder. 
Poängsystemet med att ha två jurymedlemmar, en över och en under 25 år, som gav varje bidrag (utom sitt eget land) mellan en och fem poäng behölls även det här året. Detta till trots att det sägs ha förekommit fusk året innan. Återigen blev därför inget land nollat och poängmariginalen blev högre än normalt.
Sverige tävlade som nummer fjorton (av arton länder) och slutade efter juryöverläggingarna på trettonde plats med 75 poäng. Luxemburg fick det här året sin tredje seger då de vann med 128 poäng, följt av värdlandet Storbritannien på andra plats med 114 poäng och Västtyskland på tredje plats med 107 poäng. Malta blev för andra året i rad sist, den här gången med 48 poäng. Därför valde landet att inte ställa upp igen på tre år. Till skillnad från Monaco kunde Luxemburg arrangera även efter sin tredje seger.